# 宿城街道
宿城街道是中华人民共和国江苏省连云港市连云区下辖的一个街道办事处。
2013年1月6日，江苏省人民政府批复同意撤销宿城乡，以原宿城乡行政区域设立连云区宿城街道办事处，街道办事处驻夏庄居委会桃源路62号。

## 行政区划
宿城街道下辖以下村级行政区划单位：
夏庄村、大竹园村、留云岭村、保山村、高庄村和东崖屋村。